# Carlos García Martínez
Carlos García (Lima, 25 de marzo de 1994) es un futbolista peruano. Juega de Defensa y su actual equipo es Independiente San Felipe que participa en la Copa Perú. 

## Trayectoria
Comenzó alternando en el equipo de reservas de Alianza Lima desde 2012, incluso, llegando a jugar la Copa Libertadores Sub-20 del mismo año. En el 2014 fue cedido a préstamo a San Simón de Moquegua, donde pudo anotar un gol en 17 partidos. Para el año siguiente vuelve al equipo blanquiazul, donde va a ser más tomado a cuenta por Guillermo Sanguinetti.

## Clubes
| Club                     | País | Año         |
| ------------------------ | ---- | ----------- |
| Alianza Lima             | Perú | 2012 - 2013 |
| San Simón                | Perú | 2014        |
| Alianza Lima             | Perú | 2015        |
| Atlético Huracán         | Perú | 2017 - 2018 |
| Walter Ormeño            | Perú | 2019        |
| Independiente San Felipe | Perú | 2022 -      |